# Shōgo Ōmachi
Shōgo Ōmachi (japanisch 大町 将梧 Ōmachi Shōgo; * 4. Mai 1992 in der Präfektur Nagasaki) ist ein japanischer Fußballspieler.

## Karriere
Ōmachi erlernte das Fußballspielen in der Schulmannschaft der Kunimi High School und der Universitätsmannschaft der Hamamatsu-Universität. Seinen ersten Vertrag unterschrieb er 2013 bei Zweigen Kanazawa. Der Verein spielte in der dritthöchsten Liga des Landes, der damaligen Japan Football League. Am Ende der Saison 2013 stieg der Verein in die dritte Liga auf. 2014 wurde er mit dem Verein Meister der dritten und stieg in die zweite Liga auf. Für den Verein absolvierte er 54 Ligaspiele. 2016 wechselte er zwei Jahre auf Leihbasis zum Viertligisten Honda FC. Hier wurde er zweimal mit Honda Meister der Liga. Nach Ende der Ausleihe wurde er von dem Verein aus Hamamatsu fest unter Vertrag genommen. 2018 und 2019 feierte er mit Honda die Meisterschaft der Liga. Bis Saisonende 2020 stand er bei Honda unter Vertrag.
Seit dem 1. Februar 2021 ist er vertrags- und vereinslos.

## Erfolge
Zweigen Kanazawa
- J3 League: 2014

Honda FC
- Japan Football League: 2016, 2017, 2018, 2019

## Auszeichnungen
Japan Football League
- Torschützenkönig: 2018